# ویلیام ان. بیلی
ویلیام ان. بیلی (انگلیسی: William Bailey؛ ‏ ۲۶ سپتامبر ۱۸۸۶ – ۸ نوامبر ۱۹۶۲) بازیگر و کارگردان فیلم اهل ایالات متحده آمریکا بود.
از فیلم‌ها یا برنامه‌های تلویزیونی که وی در آن نقش داشته‌است، می‌توان به هوانورد، ملودرام منهتن، دستگاه اطلاعاتی بریتانیا، خانم پارکینگتون، یک مشت باران، ماوریک، اما نه برای من، در یک شب اتفاق افتاد، پدر عروس، زن دوچهره، وسواس باشکوه، ساعت، برخورد در شب، دو دختر و ملوان، راهروی شیطان و پیروزی اشاره کرد.